# Аруба (аеропорт)
Міжнародний аеропорт Аруба імені королеви Беатрікс (нід. Internationale luchthaven Koningin Beatrix), розташований в Ораньєстаді (Аруба), здійснює рейси в США, багато країн Карибського регіону, країни північного узбережжя Південної Америки і деякі країни Європи (в основному в Нідерланди). Названий на честь нідерландської королеви Беатрікс, яка була королевою Нідерландів з 1980 до 2013 року.

## Історія
Перший гідролітак приземлився на Арубі 24 липня 1925 року в бухті Паарденбай в Ораньєстаді. У 1933 році губернатор Аруби вперше оприлюднив плани будівництва аеропорту на острові, під який була виділена територія Дакота на південному узбережжі Аруби. 23 грудня 1934 року в Саванете приземлився перший тримоторний літак.
Перший регулярний рейс був відкритий 19 січня 1935 року. Він з'єднував Арубу і Кюрасао. У 1935 році цим рейсом скористалися 2 659 пасажирів.
Під час другої світової війни військово-повітряні сили США організували на острові базу. У 1950 році було відкрито другий термінал, в 1952 році в аеропорту стали постійно розташовуватися пожежні машини.
22 жовтня 1955 року аеропорт Дакота був перейменований на честь королеви Нідерландів Беатрікс. Церемонію відкриття відвідав принц Бернард.
У 2000 році був запущений трирічний проект з розширення аеропорту, який отримав назву «Беатрікс 2000».